# Crystal Castles (album, 2008)
Pour les articles homonymes, voir Crystal, Crystal Castles et Castles (homonymie).
Albums de Crystal Castles
Alice Practice
(2006) Crystal Castles
(2010)
Singles
1. Crimewave
Sortie : 13 août 2007
2. Air War
Sortie : 17 décembre 2007
3. Courtship Dating
Sortie : 31 mars 2008
4. Vanished
Sortie : 14 juin 2008
5. Crimewave (réédition)
Sortie : 21 septembre 2008

Crystal Castles est le premier album studio du groupe de musique électronique canadien Crystal Castles. Il est sorti en 2008 sur le label Last Gang.

## Liste des titres
| No  | Titre                   | Durée |
| --- | ----------------------- | ----- |
| 1.  | Untrust Us              | 3:06  |
| 2.  | Alice Practice          | 2:42  |
| 3.  | Crimewave               | 4:18  |
| 4.  | Magic Spells            | 6:07  |
| 5.  | Xxzxcuzx Me             | 1:54  |
| 6.  | Air War                 | 4:12  |
| 7.  | Courtship Dating        | 3:30  |
| 8.  | Good Time               | 2:56  |
| 9.  | 1991                    | 1:53  |
| 10. | Vanished                | 4:02  |
| 11. | Knights                 | 3:13  |
| 12. | Love and Caring         | 2:18  |
| 13. | Through the Hosiery     | 3:07  |
| 14. | Reckless                | 3:28  |
| 15. | Black Panther           | 2:56  |
| 16. | Tell Me What to Swallow | 2:14  |

## Classements
| Classement (2008)                  | Position |
| ---------------------------------- | -------- |
| France (SNEP)                      | 175      |
| Royaume-Uni (UK Albums Chart)      | 47       |
| États-Unis (Top Electronic Albums) | 6        |
| États-Unis (Top Heatseekers)       | 13       |
| États-Unis (Independent Albums)    | 32       |

## Accolades
| Publication | Pays        | Titre de la publication          | Année | Rang |
| ----------- | ----------- | -------------------------------- | ----- | ---- |
| NME         | Royaume-Uni | The 50 Best Albums of the Year   | 2008  | #12  |
| NME         | Royaume-Uni | The Best Debut Album Of The Year | 2008  | #1   |
| NME         | Royaume-Uni | The Best Albums Of The Decade    | 2009  | #39  |